# Wanstschrecke
Die Wanstschrecke (Polysarcus denticauda, Syn.: Orphania denticauda) ist eine Heuschrecke aus der Überfamilie der Laubheuschrecken und der Unterfamilie der Sichelschrecken (Phaneropterinae).

## Merkmale
Die Wanstschrecke erreicht eine Größe von etwa 44 Millimetern und ist damit die größte Vertreterin der Sichelschrecken in Mitteleuropa. Sie ist grün gefärbt, seltener dunkelbraun und mit schwarzen Punkten gezeichnet. Der sattelförmige Halsschild dient als Schalltrichter. Die Flügel sind zurückgebildet und stummelförmig. Sie ragen bei den Männchen deutlich unter dem Halsschild hervor, bei den Weibchen sind sie nahezu vollständig darunter verborgen. Die Tiere sind flugunfähig.
Die Weibchen besitzen eine lange, am Ende gezähnte Legeröhre.

## Lebensweise
Die Wanstschrecke lebt vegetarisch und ist ziemlich träge. Sie bleibt bei Gefahr ruhig sitzen. Charakteristisch ist ihr in fünf Phasen gegliederter Gesang, der bis zu einer Entfernung von 50 Metern zu hören ist.
Selten werden Massenvermehrungen beobachtet, wie beispielsweise 1948 im Raum Donaueschingen. Dabei  wird eine spezielle  Wanderform gebildet, die sich durch eine dunklere Färbung, eine geringere Größe und einen stärker ausgeprägten sattelförmigen Halsschild von der Stammform unterscheidet 2.

## Vorkommen
Sie ist an vorwiegend frischen bis trockenen Standorten wie langgrasigen Wiesen mit üppiger Vegetation anzutreffen. Solche Wiesen sollten spät gemäht und nur wenig gedüngt werden. Der Verbreitungsschwerpunkt in Deutschland befindet sich in Baden-Württemberg am Rand der Schwäbischen Alb sowie im Albvorland. Weitere Populationen sind aus dem Allgäu (s. u.) und der Rhön bekannt.

## Gefährdung
Die Bestände der Wanstschrecke wurden vor kurzem wissenschaftlich erforscht. In einem Reservat am Grünten in den Allgäuer Alpen leben rund 30.000 Wanstschrecken 3. Ihr Bestand gilt hier als ungefährdet. Dennoch ist sie in vielen Gegenden selten geworden. Die Art wird deshalb in der Roten Liste gefährdeter Tiere Deutschlands in der Kategorie 2 (stark gefährdet) gelistet 1.